# Tutti vogliono qualcosa
Tutti vogliono qualcosa (Everybody Wants Some!!) è un film del 2016 scritto, diretto e prodotto da Richard Linklater e interpretato da Blake Jenner, Ryan Guzman, Tyler Hoechlin, Glen Powell e Zoey Deutch.
Il film è considerato un sequel spirituale de La vita è un sogno, girato dallo stesso Linklater nel 1993.

## Sinossi
Negli anni ottanta un gruppo di matricole del college, giocatori di baseball, cerca di farsi strada nel delicato momento che li conduce verso l'età adulta.

## Distribuzione
Il film è stato presentato in anteprima al South by Southwest Film Festival. Ha avuto una distribuzione limitata nelle sale cinematografiche statunitensi il 30 marzo 2016, per poi avere un'ampia distribuzione dall'8 aprile.
In Italia il film è uscito il 16 giugno 2016.

## Riconoscimenti
- 2016 - Gotham Independent Film Awards
  - Candidatura al Miglior film